# Makedonská Wikipedie
Makedonská Wikipedie je jazyková verze Wikipedie v makedonštině. Byla založena v září 2003. V lednu 2022 obsahovala přes 121 000 článků a pracovalo pro ni 12 správců. Registrováno bylo přes 98 000 uživatelů, z nichž bylo asi 290 aktivních. V počtu článků byla 65. největší Wikipedie.